# Beichtgeld
Als Beichtgeld, Beichtpfennig, Opferpfennig oder Beichtgroschen bezeichnet man eine ursprünglich freiwillige Gabe, die der Beichtende dem Priester zu übergeben pflegte.
Bis 1031 stand es dem Beichtenden offenbar frei, ob und wie viel er geben wolle. Dann wurde diese Gabe durch Herkommen zu einer festen und drückenden Abgabe, die in der katholischen Kirche später abgeschafft, aber in der lutherischen Kirche teils erneuert, teils beibehalten wurde.
Bei den Reformierten wurde das Beichtgeld auf Veranlassung Calvins abgeschafft. Dass dies in den lutherischen Kirchen bis ins 19. Jahrhundert trotz vielfacher Versuche noch nicht überall geschehen war, hatte seinen Grund darin, dass man keine Möglichkeit fand, die meist gering dotierten Geistlichen zu entschädigen, welche auf das Beichtgeld seit alters her als Teil ihrer Besoldung angewiesen waren.
In Preußen wurde das Beichtgeld schon 1817 abgeschafft; heute werden Kirchenbedienstete in Deutschland unter anderem aus den Erlösen der Kirchensteuer bezahlt. In vielen Teilen der Welt finanzieren Geistliche ihren Lebensunterhalt jedoch auch heute noch auch durch Spenden.